# طواف فينيستير 2016
طواف فينيستير 2016 (بالفرنسية: Tour du Finistère 2016 )‏ هو سباق دراجات هوائية، وهو الموسم رقم 31 من نفس السباق، وأقيم في 16 أبريل 2016، وامتدّ لمسافة 192.9 كيلومتر، وهو أحد سباقات طواف أوروبا للدراجات 2016، وهو من نوع سباق يوم واحد، وقد شارك في السباق 127 متسابقاً ووصل إلى نهايته 87 متسابقاً.
فاز فيه بالمركز الأول بابتيست بلانكايرت، وبالمركز الثاني سامويل دومولين، وبالمركز الثالث ألكسندر غينز، والفائز حسب ترتيب السرعة أنتوني بيريز.

## الفرق
| فرق عالمية (2)- AG2R La Mondiale - FDJ فرق قارية محترفة (6)- Cofidis, Solutions Crédits - ديلكو ‏ - Direct Énergie - Fortuneo-Vital Concept - Akros–Excelsior–Thömus ‏ - Wanty-Groupe Gobert فرق قارية (9)- Team3M ‏ - أرمي دي تير 2016 ‏ - Team Bridgestone Cycling ‏ - Cycling Academy - موسم يوسكادي مورياس 2016 ‏ - إتش بي بي تي بي – أوبير 93 ‏ - Team Lotto–Kern Haus ‏ - Van Rysel–Roubaix ‏ - بنجوال باوليز ساوكس دبليو بي ‏ |  |
| |  |

## التصنيف العام النهائي
| التصنيف العام | التصنيف العام     | التصنيف العام | التصنيف العام                         | التصنيف العام |        |
| الدراج        | الدراج            | البلد         | الفريق                                | الوقت         | السرعة |
| ------------- | ----------------- | ------------- | ------------------------------------- | ------------- | ------ |
| 1.            | بابتيست بلانكايرت | بلجيكا        | Wallonie Bruxelles-Group Protect      | 4 س 34 د 55 ث |        |
| 2.            | سامويل دومولين    | فرنسا         | أيه إل أم                             | + 0 ث         |        |
| 3.            | ألكسندر غينز      | فرنسا         | إف دي جي                              | + 0 ث         |        |
| 4.            | جوليان سيمون      | فرنسا         | كوفيديس                               | + 0 ث         |        |
| 5.            | رومان فيلو        | فرنسا         | HP BTP-Auber 93                       | + 0 ث         |        |
| 6.            | أوليفير بارديني   | بلجيكا        | Wallonie Bruxelles-Group Protect      | + 0 ث         |        |
| 7.            | ماكسيم فانتوم     | بلجيكا        | Roubaix Métropole européenne de Lille | + 0 ث         |        |
| 8.            | ليليان كالجمان    | فرنسا         | Direct Énergie                        | + 0 ث         |        |
| 9.            | Maxime Renault ‏   | فرنسا         | HP BTP-Auber 93                       | + 0 ث         |        |
| 10.           | أرميندو فونسيكا   | فرنسا         | Fortuneo-Vital Concept                | + 0 ث         |        |

## وصلات خارجية
- الموقع الرسمي
- طواف فينيستير 2016 على موقع إحصائيات الدراجات الإحترافية (الإنجليزية)